# 勒斯托阿卡鄉
45°40′00″N 27°17′00″E / 45.6667°N 27.2833°E
勒斯托阿卡鄉（羅馬尼亞語：Comuna Răstoaca, Vrancea），是羅馬尼亞的鄉份，位於該國東部，由弗朗恰縣負責管轄，面積21平方公里，海拔高度31米，2002年人口2,461，人口密度每平方公里120人。